# Helena Reetz
Helena Reetz (* 1995) ist eine deutsche Schauspielerin.

## Leben
Reetz besuchte das Marie-Curie-Gymnasium in Hohen Neuendorf und war dort als Schulsprecherin aktiv. Den Wunsch, Schauspielerin zu werden, hatte sie schon im Kindergarten. So spielte sie in Theateraufführungen sowie einem Musikvideo und einem Werbespot mit und nahm Schauspielunterricht. Ihre erste Filmrolle hatte sie im Jahr 2014 im Sat.1-Fernsehfilm Die Staatsaffäre, in der sie in einer Rückblende die junge Gesche Reimers (verkörpert durch Veronica Ferres) mimte. Im Jahr 2015 war sie in der auf RTL ausgestrahlten Daily Soap Alles was zählt zu sehen. Auch hier spielt sie in Rückblenden mit: Sie verkörperte die junge Sonja Brück (in den Gegenwartsszenen wurde diese Rolle von Barbara Sotelsek gespielt).

## Politik
Reetz trat Anfang 2012, zusammen mit ihrem jüngeren Bruder Johannes, der SPD bei. Sie gehörte eine Zeit lang dem Kreisvorstand der Jusos Oberhavel an. Ihre Mutter, Inka Gossmann-Reetz, ist Abgeordnete im brandenburgischen Landtag.